# پاپوک
پاپوک (به لاتین: Papuk) یک رشته‌کوه و کوه در کرواسی است که در Slavonia, Croatia واقع شده‌است. پاپوک ۹۵۳ متر بالاتر از سطح دریا واقع شده‌است.